# Amy Vincent
Pour les articles homonymes, voir Vincent et Vincent (patronyme).
Amy Vincent (née en 1959) est une directrice de la photographie américaine membre de l'ASC depuis 2002. Elle a remporté le prix d'excellence en cinématographie au Festival du film de Sundance en 2005 pour son travail sur Hustle and Flow.

## Biographie
Amy Vincent naît à Boston, au Massachusetts. Elle étudie les arts du théâtre et le cinéma à l'Université de Californie à Santa Cruz de 1977 à 1983, et étudie la cinématographie à l'American Film Institute de 1990 à 1992. Son premier emploi dans l'industrie cinématographique est dans le département des archives de Warner Bros. Elle est sélectionnée pour un stage dans le département caméra de Warner Bros., et elle rejoint ensuite l'International Cinematographer's Guild.
Elle a déclaré dans une interview avec MovieMaker (en) : « Je suis arrivée de façon vieille école, en faisant un stage dans l'équipe caméra, en chargeant, en assistant et en travaillant avec des gens comme John Lindley, Bob Richardson, Bill Pope. Je n'avais même pas réalisé tout ce que j'avais appris de ces gars jusqu'à ce que je puisse enfin tourner un film moi-même ».

## Filmographie

### Cinéma
- 1994 : Two Over Easy
- 1994 : Death in Venice, CA
- 1995 : Animal Room (en)
- 1995 : Tuesday Morning Ride
- 1995 : The Party Favor
- 1997 : Le Secret du bayou
- 1998 : Dr. Hugo
- 1998 : Some Girl de Rory Kelly
- 1999 : Jawbreaker
- 1999 : Walking Across Egypt
- 2000 : Way Past Cool
- 2000 : Kin
- 2001 : The Caveman's Valentine
- 2004 : Home of Phobia
- 2004 : J'adore Huckabees de David O. Russell (caméraman : caméra "b")
- 2004 : Les Désastreuses Aventures des orphelins Baudelaire  (Lemony Snicket's A Series of Unfortunate Events) de Brad Silberling (photographe supplémentaire : deuxième unité)
- 2005 : Ma sorcière bien-aimée (Bewitched) de Nora Ephron (directeur de la photographie : deuxième unité)
- 2005 : Hustle and Flow de Craig Brewer
- 2006 : Black Snake Moan
- 2007 : Mr. Brooks de Bruce A. Evans (directeur de la photographie : deuxième unité)
- 2007 : The Good Life (en) (photographe additionnel)
- 2010 : Quit (photographe additionnel)
- 2010 : The Experiment de Paul Scheuring
- 2011 : Zookeeper de Frank Coraci (directeur de la photographie : deuxième unité)
- 2011 : Footloose[4]
- 2011 : Identité secrète (Abduction) de John Singleton (directeur de la photographie additionnel : photographie supplémentaire)
- 2014 : Albert à l'ouest (A Million Ways to Die in the West) de Seth MacFarlane (caméraman : caméra C)
- 2015 : Sinister 2 de Ciarán Foy

### Télévision
- 2000 : Freedom Song
- 2015 : Wayward Pines (série télévisée, 2 épisodes)

## Prix
- 2005 : Vision Award au Festival du film de Sundance pour Hustle & Flow
- 2001 : Women in Film Kodak Vision Award pour ses réalisations exceptionnelles dans le cinéma et pour sa collaboration et son aide aux femmes dans l'industrie du divertissement[5].